# Mundulea obovata
Mundulea obovata är en ärtväxtart som beskrevs av Du Puy och Jean-Noël Labat. Mundulea obovata ingår i släktet Mundulea och familjen ärtväxter. IUCN kategoriserar arten globalt som livskraftig. Inga underarter finns listade i Catalogue of Life.